# Tóth Endre (költő, 1914–2011)
Tóth Endre (született Tóth András) (Debrecen, 1914. november 17. – Debrecen, 2011. augusztus 16.) magyar író, költő.

## Élete
Tóth András és Szenes Eszter első gyermekeként született.
1929–1937 között fizikai munkás volt. 1937-től 1948-ig a debreceni Városi Levéltárban dolgozott. 1949–1957 között a Városi Tanács, 1957-től 1963-ig a Magyar Tanács, 1963–1975 között pedig az Alföld munkatársa volt.

## Magánélete
1938–1966 között Fehértói Piroska volt a felesége, 1968-tól Szabó Judit. Három gyermeke született, Tóth Éva (1939–2017), Tóth Ákos (1942–2020) és Tóth Ildikó (1943).

## Művei

### Versek
- Egyedül a tömegben (1936)
- Örökké viharban (1941)
- Se kint, se bent (1944)
- A forrás dala (1955)
- Az elszálló ifjúsághoz (1960)
- Együtt (szerkesztő, Fülöp Lászlóval és Juhász Bélával, 1971)
- Mindenért megfizettem (1974)
- Életnagyságban (1982)
- Bizalmas vallomás (1984)
- Okozz örömöt (1994)
- A világ végén. Válogatott versek; Hét Krajcár, Bp., 2004

### Prózák
- Tél. Gáborjáni Szabó Kálmán fametszetei (1975)
- Oláh Gábor élete (monográfia, 1980)
- Oláh Gábor és kortársai (tanulmányok, 1982)
- Kortársaink, barátaink (esszék, 1986)
- Gyermekkorom krónikája (önéletrajz, 1999)

## Díjai
- Szocialista Kultúráért (1972, 1980)
- A Munka Érdemrend ezüst fokozata (1974)
- Debrecen Város Csokonai-díja (1975, 1981)
- József Attila-díj (1985)
- A Magyar Köztársasági Érdemrend kiskeresztje (1995)
- Debrecen Kultúrájáért (2009)[5]